# Oleandra guatemalensis
Oleandra guatemalensis är en ormbunkeart som beskrevs av William Ralph Maxon. Oleandra guatemalensis ingår i släktet Oleandra och familjen Oleandraceae. Inga underarter finns listade.